# Falcinodes
Falcinodes is een geslacht van vlinders van de familie Uraniavlinders (Uraniidae), uit de onderfamilie Epipleminae.

## Soorten
- F. corvinaria Guenée, 1857
- F. gonodontaria Snellen, 1874
- F. suggilaria Snellen, 1874